# Cric, Crac et Croc
Pour les articles homonymes, voir Croc.

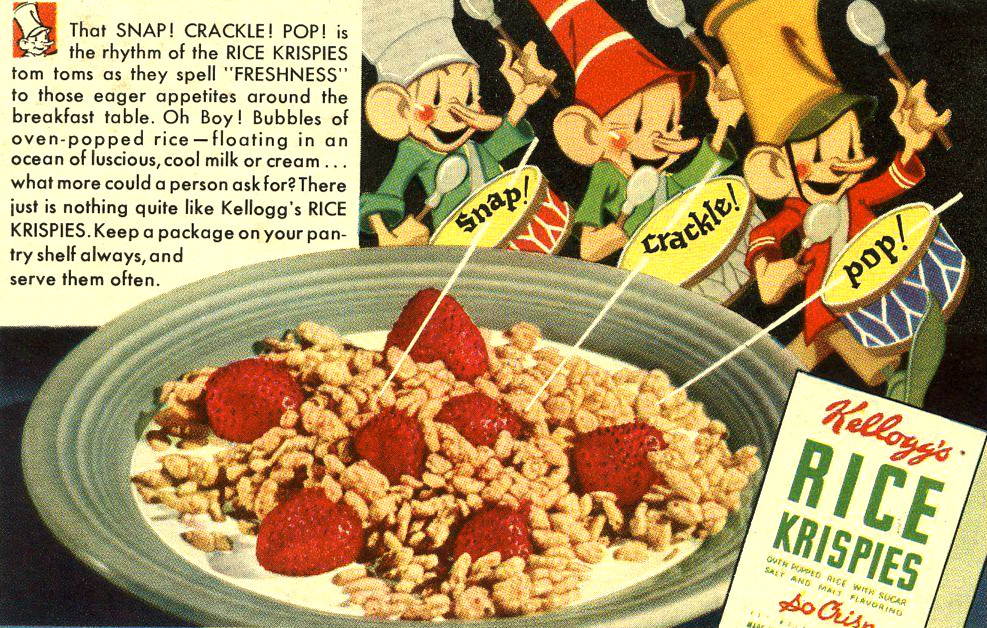
Publicité promouvant les céréales Rice Krispies de Kellogg's

Snap, Crackle et Pop dans les pays francophones européens ou Cric, Crac et Croc au Canada français (Snap, Crackle et Pop en anglais) sont les noms des trois lutins servant de mascotte qui apparaissent sur les boîtes de Rice Krispies de Kellogg's. Ils ont été créés par l'illustrateur Vernon Grant, mort en 1990 à l'âge de 88 ans.
Snap (Cric) exerce le métier de boulanger, Crackle (Crac) est meunier et Pop (Croc) est soldat.